# San Lorenzo Xicoténcatl
San Lorenzo Xicoténcatl är en ort i Mexiko.   Den ligger i kommunen Almoloya och delstaten Hidalgo, i den sydöstra delen av landet, 80 km öster om huvudstaden Mexico City. San Lorenzo Xicoténcatl ligger 2 558 meter över havet och antalet invånare är 193.
Terrängen runt San Lorenzo Xicoténcatl är kuperad åt nordost, men åt sydväst är den platt. Runt San Lorenzo Xicoténcatl är det ganska tätbefolkat, med 60 invånare per kvadratkilometer. Närmaste större samhälle är Apan, 8,2 km väster om San Lorenzo Xicoténcatl. Trakten runt San Lorenzo Xicoténcatl består till största delen av jordbruksmark.